# Tony Asher
Tony Asher (* 2. Mai 1939 in London) ist ein US-amerikanischer Musiktexter. Er wurde durch seine Arbeit am Beach-Boys-Album Pet Sounds bekannt.
Asher erlernte in der Kindheit das Klavierspiel und studierte Journalismus. Nach seinem abgeschlossenen Studium fasste er in der Werbeindustrie Fuß und fungierte dort als Werbetexter. Mit diversen Partnern komponierte er kurze Werbejingles für Produkte und TV-Serien und erstellte zahlreiche Jingles für das Radio. Er schrieb gemeinsam mit Roger Nichols einige Lieder für die Carpenters.
1965 bekam er von Brian Wilson von den Beach Boys das Angebot, als Texter an dessen Projekt Pet Sounds mitzuarbeiten. Hierbei entstanden Lieder wie God Only Knows und weitere. Asher wurde von Wilson verpflichtet, um dessen Gedanken und Ideen in Worte zu fassen. So erklärte Asher: "The general tenor of the lyrics was always [Brian's], and the actual choice of words was usually mine. I was really just his interpreter." (Der allgemeine Inhalt der Texte kam immer von Brian, die Wahl der Worte oblag mir. Ich war wirklich nur sein Übersetzer).
Da Wilson zu dieser Zeit weg von den ursprünglichen Beach-Boys-Themen wollte und mit keinem seiner früheren Partner arbeiten wollte, bot er Tony Asher an mit ihm zu arbeiten. Wilson kannte Asher zu diesem Zeitpunkt nur sehr flüchtig, vertraute aber seinem Gefühl.
Brian arbeitete anfangs auch mit Asher an der Single Good Vibrations, der Text von Asher wurde allerdings letztendlich durch jenen von Mike Love ersetzt. Als Wilson im Jahr 2004 für sein Album Brian Wilson presents Smile eine Neuaufnahme zu Good Vibrations machte, griff er auf den ursprünglichen Text von Asher zurück.
Nach Pet Sounds trat Asher als Texter nicht mehr in Erscheinung. Erst im Jahr 1996, als sich Asher und Wilson zum 30-jährigen Jubiläum von Pet Sounds wieder trafen, begannen die beiden wieder spontan miteinander zu arbeiten und schrieben einige Lieder. Zwei dieser Lieder - "This Isn’t Love" und "Everything I Need", wurden veröffentlicht.
Asher lebt heute mit seiner Frau und seinem Sohn in Los Angeles.